# Tim Evans
Timothy Powell „Tim” Evans (ur. 23 czerwca 1970 w San Francisco w Kalifornii) – amerykański wioślarz, olimpijczyk.
Reprezentował Stany Zjednoczone we wioślarstwie w konkursie wyścigu czwórek ze sternikiem na Letnich Igrzyskach Olimpijskich 1992, które odbyły się w Barcelonie. W skład drużyny wchodziło jeszcze czterech zawodników: James Neil, Teo Bielefeld, Sean Hall i Jack Rusher. W pierwszej rundzie ukończyli konkurencję w czasie 6:21.79. Dotarli do finałów, gdzie ukończyli konkurencję z czasem 6:06.03. Drużyna zajęła 4. miejsce.
Zdobył brązowy medal na mistrzostwach świata juniorów w wioślarstwie w 1988, gdzie startował w ósemkach. W 1991 startował również w mistrzostwach świata we wioślarstwie.